# 鳥居忠春 (旗本)
鳥居  忠春（とりい ただはる、元和7年（1621年） - 元禄13年8月26日（1700年10月8日））は、江戸時代の武士、旗本。通称は内膳、久五郎、久大夫。別名は忠直。父は鳥居成次。妻は安藤正珍の娘。子に嫡子の鳥居成勝のほか、大森勝長（大森好輝の養子）、鳥居成豊（鳥居忠以の養子）、娘（久世広賢の妻）、娘（中根正包の妻）、娘（牛込重義の妻）がいる。

## 生涯
寛永16年（1639年）6月徳川家光に拝謁し、同年12月蔵米2000俵を賜り、寄合となった。延宝2年（1674年）3月御先弓頭、同年12月布衣を許された。天和2年（1682年）上野国邑楽郡のうち500石を加算された。貞享2年（1685年）槍奉行、元禄元年（1688年）旗奉行を拝命された。元禄7年（1694年）職を辞し、翌元禄8年（1695年）致仕し、隠居料蔵米300俵を賜った。